# Airplanes
Airplanes è un singolo del rapper statunitense B.o.B, il secondo estratto dal primo album in studio B.o.B Presents: The Adventures of Bobby Ray e pubblicato il 13 aprile 2010.
La canzone è stata scritta da suo fratello e con l’aiuto di One Love e DJ Frank E, che ne ha curato anche la produzione insieme a Alex da Kid, ed è stato registrato come duetto insieme a Hayley Williams, cantante dei Paramore. Inoltre esiste una versione più lunga dell'originale in cui con i due duetta anche Eminem, chiamata Airplanes, Part II, che è stata inoltre nominata ai Grammy Awards nella categoria "Migliore collaborazione vocale pop".
Il singolo ha ottenuto un buon successo su scala internazionale, riuscendo a entrare nella top ten di molti paesi e a raggiungere tra l'altro la prima posizione della classifica dei singoli in Nuova Zelanda e nel Regno Unito.

## Il brano
B.o.B e Hayley Williams hanno discusso in più di un'intervista con MTV sui loro rapporti di lavoro e la nascita di questo duetto. La seconda ha confessato che, mentre era in tour con i Paramore, ha ricevuto il pezzo con la parte vocale che avrebbe dovuto cantare a fianco del rapper e, divertita, ha accettato di registrarla. B.o.B da parte sua ha ammesso di essere sempre stato fan di Hayley Williams e si è sentito lusingato dalla sua disponibilità, credendo di aver dovuto aspettare più a lungo per una collaborazione con la cantante. I due registrarono comunque il brano separatamente, e non si sono persino mai incontrati dal vivo. B.o.B. e Hayley Williams si sono incontrati per la prima volta agli MTV Video Music Awards 2010, durante i quali hanno cantato Airplanes dal vivo per la prima volta insieme.

## Video
Il video musicale è stato girato in location e momenti differenti dai due artisti: B.o.B. girò le sue scene nell'aprile 2010, mentre la Williams dovette attendere la fine del tour primaverile dei Paramore per sottoporsi alle riprese. La regia è firmata da Hiro Murai. Il video, presentato su iTunes il 15 giugno 2010, offre scorci di B.o.B. che rappa le sue strofe in diversi ambienti.

## Tracce
1. Airplanes – 3:01

## Classifiche
| Classifica (2010)      | Posizione massima |
| ---------------------- | ----------------- |
| Australia              | 2                 |
| Austria                | 2                 |
| Belgio (Fiandre)       | 9                 |
| Belgio (Vallonia)      | 12                |
| Canada                 | 2                 |
| Danimarca              | 5                 |
| Finlandia              | 7                 |
| Germania               | 8                 |
| Irlanda                | 2                 |
| Italia                 | 10                |
| Norvegia               | 6                 |
| Nuova Zelanda          | 1                 |
| Paesi Bassi            | 12                |
| Regno Unito            | 1                 |
| Regno Unito (download) | 1                 |
| Repubblica Ceca        | 1                 |
| Scozia                 | 1                 |
| Slovacchia             | 15                |
| Stati Uniti            | 2                 |
| Stati Uniti (pop)      | 2                 |
| Stati Uniti (radio)    | 2                 |
| Stati Uniti (rap)      | 2                 |
| Svezia                 | 10                |
| Svizzera               | 5                 |